# Friuli Latisana Merlot
Il Friuli Latisana Merlot è un vino DOC la cui produzione è consentita nella provincia di Udine.

## Caratteristiche organolettiche
- colore: rosso rubino più o meno intenso.
- odore: vinoso, caratteristico.
- sapore: asciutto, morbido, armonico, caratteristico.

## Produzione
Provincia, stagione, volume in ettolitri
- Udine  (1990/91)  2376,63
- Udine  (1991/92)  2547,44
- Udine  (1992/93)  3814,58
- Udine  (1993/94)  4396,42
- Udine  (1994/95)  2987,74
- Udine  (1995/96)  3147,27
- Udine  (1996/97)  4019,96